# Laurence Guittard
Laurence Guittard (San Francisco, 16 luglio 1939) è un attore e cantante statunitense, noto soprattutto come interprete di musical.
Debutta a Broadway nel 1965, ma il ruolo che lo rende celebre è quello del dragone Carl Magnus nella produzione originale del musical di Stephen Sondheim A Little Night Music; la sua performance gli vale il Theatre World Award e una candidatura al Tony Award al miglior attore non protagonista in un musical. Nel 1978 recita nuovamente nei panni di Carl Magnus nell'adattamento cinematografico del musical con Elizabeth Taylor e nel 1995 Laurence Guittard torna a recitare in A Little Night Music, questa volta nel ruolo di Fredrik Egergman accanto a Judi Dench nella produzione del Royal National Theatre.
Ha recitato anche in altri musical, tra cui Man of La Mancha, Oklahoma!, The Sound of Music, Annie Get Your Gun, 1776 e Follies.